# Janez Gogala
Janez Gogala, slovenski teolog, duhovnik, kanonik, * 22. junij 1825, Kranj, † 4. maj 1884, Ljubljana.

## Življenje
Janez Gogala se je rodil 22. junija 1825 v Kranju očetu Janezu st. in materi Uršuli. Na gimnazijo je hodil v Ljubljani. V Ljubljani je tudi študiral teologijo. V tretjem letniku študija,
leta 1850, je bil posvečen v duhovnika. Študije je nadaljeval na Dunaju, kjer je leta 1856 promoviral za doktorja teologije.
Med leti 1859–82 je bil učitelj verouka na ljubljanski gimnaziji, nato je postal stolni kanonik.
Janez Gogala je bil določen za ljubljanskega škofa, vendar je še pred ustoličenjem umrl 4. maja 1884 v Ljubljani.
Namesto njega je bil potem za škofa ustoličen Jakob Missia.
Po smrti so izdali njegove postne pridige.
Janez Gogala se je zavzemal za dobrodelnost in je leta 1876 ustanovil Vincencijevo družbo.
Po nasilni razpustitvi Vincencijeve družbe kmalu po koncu druge svetovne vojne, ta organizacija pod imenom Društvo prostovoljcev Vincencijeve zveze dobrote od leta 1994 zopet deluje v Sloveniji z istimi nameni kot ob svojih začetkih.